# Choi Suk
Choi Suk (xinès tradicional: 財叔, xinès simplificat: 财叔, pinyin: Cái shū) va ser un popular manhua de Hong Kong. Fon creat per Hui Guan-man el 1958, i va ser una de les sèries de còmic de Hong Kong més populars de la història, deixant-se de publicar a mitjans de la dècada del 1970.
Choi Suk va ser el còmic més venut entre el final dels anys cinquanta i principis dels seixanta. La sèrie evolucionà des d'un format tradicional, el lianhuantu, cap a noves narratives. Alhora, la trama canviava i s'ajustava als canvis socials i modes en diferents períodes, fent associats a problemes socials. Va ser l'última sèrie de còmic que es feu popular abans de l'arribada de les emissions de televisió.
Les primeres entregues del còmic eren de caràcter humorítisc. Posteriorment, la història es va enfocar cap a la temàtica bèl·lica, centrant-se en la guerra contra l'ocupació japonesa i la trama es va fer més seriosa. Tot i la conversió del personatge protagonista en un heroi bèl·lic, hi hauria una última etapa influenciada per les pel·lícules d'espies japoneses, on Choi utilitzaria armes futuristes, i que tingué poc d'èxit del públic.
La primera pel·lícula basada en el personatge es feu el 1962, i va ser protagonitzada per un actor molt famós al Hong Kong del moment, Chow Tat-wah. El 1991 es va fer una segona adaptació cinematogràfica, que en anglés es va anomenar The Raid. La pel·lícula va ser dirigida per Ching Siu-tung i Tsui Hark, i la va protagonitzar Dean Shek en el paper de Choi Suk.